# Artabano III
Artabano III (in persiano 𐭍𐭐𐭕𐭓; fl. I secolo) è stato un sovrano partico.
Figlio di Vologase I, contese al fratello Pacoro II il trono tra il 79 o l'80 e l'81.